# Hapona crypta
Hapona crypta là một loài nhện trong họ Toxopidae.
Loài này thuộc chi Hapona. Hapona crypta được miêu tả năm 1964 bởi Raymond Robert Forster.